# Palm Valley, Texas
Palm Valley là một thành phố thuộc quận Cameron, tiểu bang Texas, Hoa Kỳ. Năm 2010, dân số của xã này là 1304 người.

## Dân số
- Dân số năm 2000: 1298 người.
- Dân số năm 2010: 1304 người.